# Блокада Измаила
Блокада Измаила — военная операция, осуществлявшаяся в 1807 году российской армией в ходе русско-турецкой войны 1806—1812 годов.
С началом войны русские войска генерала от кавалерии И. И. Михельсона 11 ноября 1806 года начали переходить Днестр и вступили в Молдавию. Без боя были заняты крепости Хотин, Бендеры, Аккерман и Килия. Предпринятая почти одновременно с этим попытка генерала К. И. Мейендорфа овладеть Измаилом кончилась неудачей, и русские войска расположились на зимних квартирах в княжествах.
Из крепости Измаил туркам было легко воздействовать на русскую коммуникационную линию из Молдавии в Валахию, поэтому в кампанию 1807 года корпусу генерала Мейендорфа была поставлена задача всё же взять эту крепость. После захвата Измаила предполагалось предпринять наступление за Дунаем с целью овладеть Силистрией.

## Ход блокады
В начале марта Мейндорф подошёл к Измаилу, но, не имея осадных орудий, не смог предпринять бомбардировку крепости и начал её блокаду. Он расположил свой корпус тремя отдельными отрядами, связав их линией из 10 редутов. «Турки, наученные опытом 1790 года, не замедлили укрепить остров Четал и Тульчу. Они построили: один редут против левой части Измаила, один направо, против реки Рапиды, один ниже и четвёртый посредине острова Четала; кроме того было построено три редута перед Тульчей и три вдоль правого берега реки. Турки всегда могли снабжаться припасами через Тульчу, откуда легко могли прибыть к ним и войска».
6 (18) марта Пегливан-паша произвёл конную вылазку на левый фланг (бывший под командой генерала Засса) блокадной линии, но его две атаки были отбиты артиллерийским огнём. Третья, вечерняя атака, на это же крыло также провалилась. Русские потеряли 22 убитыми и 78 ранеными, турки 150 человек.
Из-за бездействия блокирующих, турки провели 17 (29) марта ещё одну вылазку силами около 4000 на левый фланг, продолжавшуюся с 11 часов дня до 7 часов вечера, но были отбиты картечным огнём и контратакой пехоты и, потеряв более 600 убитыми, укрылись в крепости. Русские потери 121 раненый, 7 убитых.
2 (14) апреля в 4 часа утра 3000 тысячи турецкой пехоты и около 2000 конницы, пользуясь туманом, атаковали редут № 5 и, подсаживая друг друга лезли прямо в амбразуры, но благодаря подошедшим подкреплениям, ударившим в штыки в тыл противнику, был отбиты. Затем последовала общая атака из килийских ворот на левый и правый фланги (Ротгофа) блокадной линии, также отбитая русскими войсками. Турки потеряли около 700 человек, русские 77.
В это же время в дельту Дуная прибыла русская флотилия, но она не могла помочь из-за обстрела с батарей, расположенных в Тульче. 7 (19) апреля турки атаковали русский отряд А. Ф. Ланжерона на острове Четал, но были отбиты и преследуемы. Затем два батальона генерал-майора Ловейко взяли турецкий редут, но были вынуждены отступить, потеряв убитыми и ранеными 425 человек. В этот же день десант с речной флотилии (два батальона генерал-майора Герарда) попытался взять Тульчу, но был отбит и вернулся на суда.
Установленные в апреле-мае две батареи — 10 орудийная на правом фланге и 8-орудийная на левом — не подвинули дела. «Полнейший недостаток воды также составлял одну из трудностей осады Измаила со стороны Бессарабии, и центральный отряд (генерал-майора А. Л. Воинова) для того чтобы поить своих лошадей, должен был водить их за 10 верст от лагеря, к реке Рапиде».
Михельсон, недовольный Мейндорфом, прибыл в мае месяце из Валахии, чтобы заменить его и попробовать исправить его ошибки. «Под начальством Михельсона оставалось все по-прежнему. Сражались каждый день без всякого смысла и цели». Часть флотилии осталась около Тульчи, а другая часть была отправлена к устью Сулина, где Ланжерон, командовавший отрядом на острове Четал, приказал построить сильное укрепление на левом берегу.
Вечером 26 мая (6 июня) турки провели атаку силами 6000 пехоты и конницы на главную батарею на правом российском фланге; часть противника атаковала редут № 4. Атаки были отбиты, и преследующие русские загнали бежавших турок в воды лимана.
«4 (16) июня Михельсон выстроил два редута вправо от своего лагеря, против реки Рапиды. Турки толпами вышли из своего лагеря и сражались в продолжение 6 часов на равнине. Огонь из полевых пушек и из редутов был так силен, что казался одной огневой линией. К вечеру все разошлись к себе, и это совершенно бесполезное сражение кончилось только тем, что с обеих сторон убили около 400 человек».
«12 (24) июня, в день своего ангела, Михельсон велел произвести генеральную канонаду, на которую турки ответили выстрелами из всех городских пушек и, таким образом, с двух сторон совершенно бесполезно истратили 2000 снарядов».
«13 (25) июня Михельсон велел выстроить новый редут, флеши и траншеи на правом фланге. Как и нужно было ожидать возгорелось новое дело, очень живое и кровопролитное. Турки напали на работавших; тогда Михельсон сам направился к месту постройки, взяв с собой Белорусский и Одесский полки. Командир Белорусского гусарского полка, храбрый генерал-майор Кутузов атаковал турецкую конницу и гнал её вплоть до самых стен города. Пехота вела себя также достойно. Одесские стрелки подошли к левому флангу и собирались завладеть турецким редутом, выстроенным перед отрядом Воинова, и уже покинутым турками, как вдруг Михельсон дал приказание без всякой причины отступать, также как он, без всякой необходимости, вдруг начал это дело. Эти сношения стоили нам 400 человек, а туркам 600».
Затянувшаяся безрезультатная блокада закончилась внезапно: было получено сообщение от царя Александра подписании Тильзитского мирного договора и необходимости приостановки боевых действий против турок, на основании которого 15 (29) июля было заключено перемирие.